# 夜半無人屍語時
《夜半無人屍語時》是一部1998年香港恐怖鬼片，由曹建南、藍和、王晶聯合執導，劉青雲、朱茵、雷宇揚、張錦程和羅蘭主演。

## 劇情簡介
關心是一個名醫，他有個女友叫美美的，但她蠻不講理。一天，關心去了美美母親的生日會，誰知她也是一個蠻不講理的人，忍無可忍的關心在生日會裏離開。
之后，他和同事兼好友張國明談話時突然之前那個老婆婆病人的女兒程之信由高樓墮了下來，他們趕快捐血救她，關心和信因此產生感情。
美美有點懷疑關心有外遇，誰知她來是完全見不到任何人，只見到關心和一個自己見不到的人，立刻去毉院找張國明，但他只覺得美美瘋掉，並幫她了鎮止針，后來，美美正常后和關心講了整件事，但他卻以為這是張國明和自己另一個好友雷剛騙他而已，雷剛見他不信，便給了關心一瓶牛眼淚，只要把他沫到眼上，就可以知道那個是鬼，結果一沫到眼上，程之信一家變成了鬼。
后期，程之信與關心說原來是她發現了犯罪集團首領祈天生的犯罪罪證而被滅門，於是，關心、張國明及雷剛決定要一起對付祈天生...

## 演員表
| 演員   | 角色   | 粵語配音 | 備註 |
| 劉青雲 | 關心   | 劉青雲   | 本片主角 名醫 美美之男友 和程之信產生感情，後為男女朋友關係 張國明、雷剛好友 祈天生之天敵 後為了拯救程之信而輸血給其而一度昏迷，後甦醒        |
| 朱茵   | 程之信 | 朱茵     | 本片女主角 和關心產生感情，後為男女朋友關係 祈天生之下屬，因發現了祈天生的犯罪集團罪證而被滅門 在進去關心之醫院時已經死亡                     |
| 張錦程 | 張國明 | 張錦程   | 醫生 關心、雷剛好友 祈天生之天敵 |
| 雷宇揚 | 雷剛   | 雷宇揚   | 節目「命轉乾坤」主持人 張國明、雷剛好友 祈天生之天敵 後得知祈天生所做的壞事後假意請其上「命轉乾坤」節目，打算假扮被鬼附身並說出其陰謀，但失敗 |
| 羅蘭   |        | 羅蘭     | 程之信之母 被祈天生滅門 |
| 陳士庭 | 敏中   |          | 程之信之兄 被祈天生滅門 後附身於阿奇身上 |
| 黃成業 | 敏奇   |          | 程之信之弟 被祈天生滅門 |
| 馬蹄露 | 美美   | 馬蹄露   | 關心之女友 性格蠻不講理 |
| 馬德鐘 | 祈天生 | 高翰文   | 本片終極大反派 表面上為正當生意人，實為犯罪集團首領 得知程之信發現自己的犯罪罪證而派人去殺他們全家 最終被逃出的程之信母親害死                 |
| 鄭保瑞 | 阿奇   | 陳旭明   | 公司員工 祈天生之跟班 後遭程之信的哥哥附身，並和其他手下及雷剛把泰國婆重傷                                                                    |
| 黃夏蕙 | 泰國婆 | 黃夏蕙   | 泰國降頭師 最后被關心破坏佛像並失去所有功力，被雷剛等人重傷，並被誤會其為鬼的祈天生掌摑                                                       |
| 夏萍   | 岳母   | 陸惠玲   | 美美之母 關心之岳母，並針對其 |
| 李兆基 | 醫生   | 黃志明   | 醫生 關心下屬 因看節目「命轉乾坤」而以為美美是鬼                                                                                              |
| 陳彥行 |        |          | 護士 張國明之女友 |